# Urbano José Allgayer
Urbano José Allgayer (ur. 16 marca 1924 w Santa Clara, zm. 14 maja 2019 w Passo Fundo) – brazylijski duchowny rzymskokatolicki, w latach 1982-1999 biskup Passo Fundo.

## Życiorys
Święcenia kapłańskie przyjął 10 grudnia 1950. 5 lutego 1974 został prekonizowany biskupem pomocniczym Porto Alegre ze stolicą tytularną Tunnuna. Sakrę biskupią otrzymał 24 marca 1974. 4 lutego 1982 został mianowany biskupem Passo Fundo. 19 maja 1999 przeszedł na emeryturę.